# Roure de les Tres Branques
El Roure de les Tres Branques (Quercus petraea) és un arbre que es troba al Parc de la Serralada Litoral, el qual és un esplèndid i alhora curiós exemplar de roure de fulla gran.

## Entorn
Aquest roure es fa molt evident quan es mira cap a Teià tot pujant per la pista de la Carena, a 300 metres passat el coll de Can Gurguí. L'arbre era inaccessible fins que, a finals del 2009, dues persones de Teià van recuperar uns antics camins per poder fer-hi l'aproximació i van obrir un darrer tram nou per arribar fins a l'arbre.

## Aspecte general
La seua soca es divideix en trens troncs ja a mig metre del terra i sempre ha sobresortit entre les veïnes de la fondalada. Aquesta soca té una forma el·líptica, amb un perímetre de 3,26 metres només superat per l'Àlber de la Font de Can Gurri. El diàmetre de la capçada és de 12 metres i l'alçària d'uns 15 m. Sembla un arbre de rebrot que, si en el seu moment s'hagués deixat amb un sol tronc, ara seria probablement el roure més imponent del Parc de la Serralada Litoral.

## Accés
És ubicat a Teià: situats al coll de Can Gurguí, prenem l'antic camí de Can Gurguí a Teià, que baixa en direcció sud cap al poble (no confondre amb la pista més ampla que surt en la mateixa direcció però 20 metres més avall). A 310 metres trobem un revolt tancat a la dreta. En aquest punt surt a l'esquerra un corriol abandonat i poc marcat. Es tracta de l'antic camí que duia a la casa del Botxer d'en Nifa. Prenem aquest camí i seguim 280 metres més, i intentem localitzar la capçada del roure perquè ens faci de referència, fins a trobar el curt trencall recentment obert que ens deixa al peu de l'arbre. Les nevades i posteriors ventades del 2010 van tornar a deixar l'accés en mal estat i pot costar trobar-lo. Coordenades: x=443254 y=4596439 z=358.